# Okçular (Kovancılar)
Okçular ist ein Dorf im Bezirk Kovancılar der Provinz Elazığ in Ostanatolien. Der zazaische Name des Ortes ist Waxciyan. Der Ort liegt etwa 30 Kilometer nordöstlich des Bezirkszentrums Kovancılar und 80 Kilometer östlich der Provinzhauptstadt Elazığ auf einer Höhe von etwa 1600 Metern. Er ist über Landstraßen mit der Fernstraße D-300 verbunden, die im Westen nach Elazığ führt. Er liegt im Nordosten des Bezirks, nahe der Grenze zu Karakoçan. Im Jahr 2017 hatte er 658 Einwohner.
Der Ort wurde von einem Erdbeben der Stärke 6,0 MW am 8. März 2010 besonders betroffen und stark zerstört.